# Dárková karta
Dárková karta je elektronická platební karta s nabitým kreditem. Dárkové karty slouží jako ekvivalent fyzických peněz a dárkovou kartu lze uplatnit zpravidla pouze u prodejce, který jí vydal. Dárkové karty mohou být nabity na různé částky, disponují různou dobou platnosti a řídí se vlastními podmínkami použití každého prodejce dárkových karet. Na rozdíl od dárkových poukazů mají karty díky svým vlastnostem mnoho výhod a zejména v USA jsou dárkové karty již několik let považovány za nejoblíbenější a nejčastější narozeninový a vánoční dárek.

## Jak koupit a používat dárkovou kartu
Dárkovou kartu zpravidla vydávají prodejci a řetězce, ve kterých lze následně dárkovou kartu uplatnit (tzv. proprietární). V případě dárkové karty do obchodního centra je možné tuto dárkovou kartu uplatnit v naprosté většině jeho obchodů. Kartu lze zakoupit u pokladny daného obchodu, na internetových stránkách prodejce (pokud tuto službu umožňuje) nebo ve specializovaných internetových obchodech sjednocujících nabídku dárkových karet na jednom místě.
Variabilita dárkové karty spočívá v možnosti obdarovaného vybrat si zboží podle vlastního výběru. Darující obdarovaného touto formou směruje do konkrétního obchodu a může mu navrhnout koupi konkrétního zboží, zároveň mu však dává možnost vybrat si např. určité atributy (typ, velikost, barvu) dárku podle vlastní volby. Oblíbenost dárkových karet se obecně zvyšuje s rostoucí životní úrovní ve společnosti, stagnující nabídkou originálních dárků a zvyšujícím se důrazem na využitelnost darovaného produktu. Dárkové karty je možné uplatňovat kromě kamenných prodejen i v e-shopech a někteří prodejci nabízejí možnost tzv. „kustomizace“ dárkové karty – např. potisk vlastní fotkou nebo vzkazem.

## Typy a vlastnosti dárkových karet

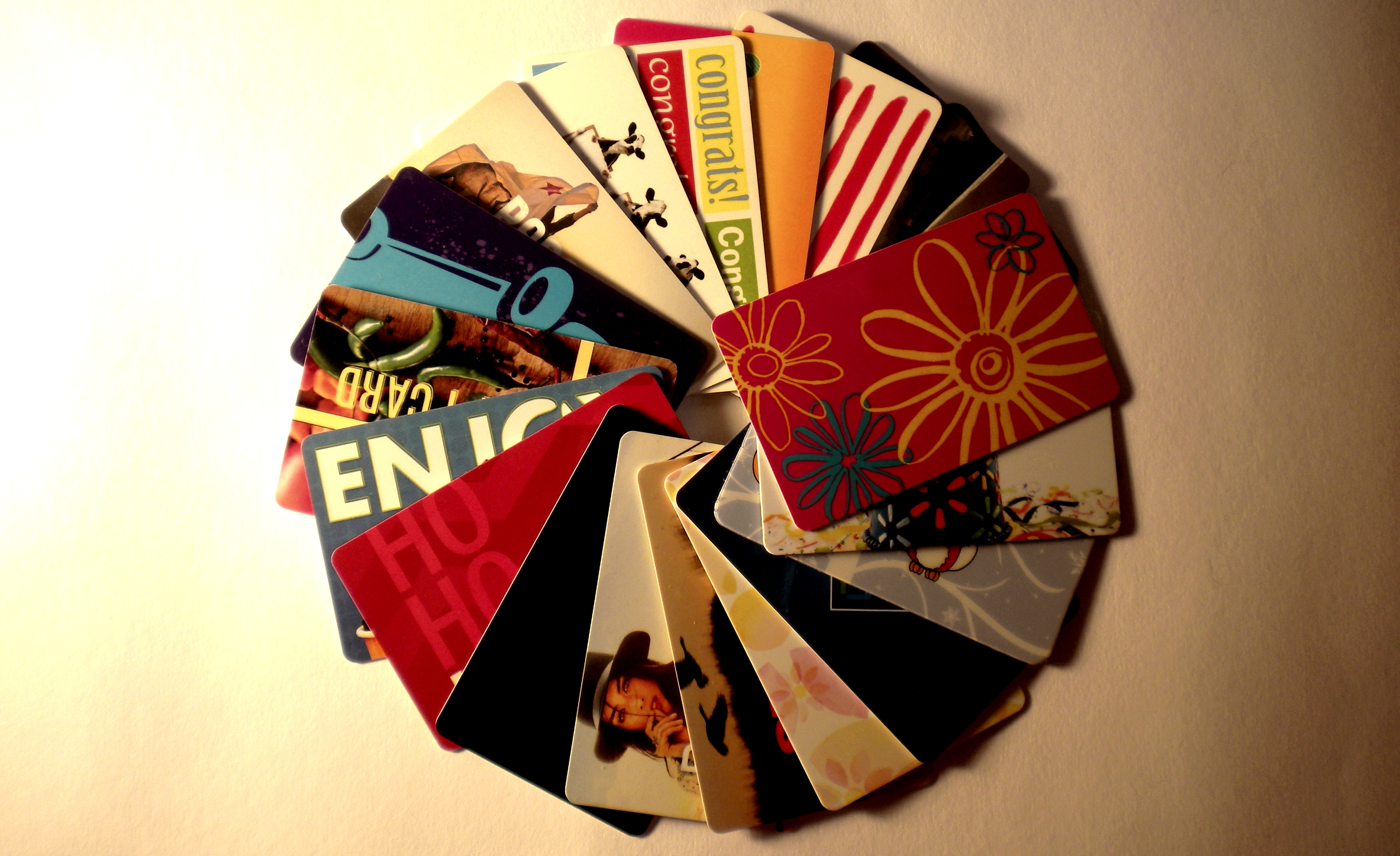
Dárkové karty

### Doba platnosti
Minimální doba platnosti je ze zákona stanovena spotřebitelskými zákony některých zemí. V USA je od roku 2010 minimální doba platnosti dárkové karty 5 let. V České republice v současné době není stanoven žádný limit, každý prodejce proto může v podmínkách užití stanovit dobu expirace od několika měsíců až po časově neomezenou platnost.

### Postupné čerpání a dobíjení
Hlavní výhodou dárkové karty oproti poukazům je možnost opakovaně a postupně čerpat nabitý kredit. Stejně tak velká část prodejců nabízí možnost opakovaně dobít kredit, pokud to zákazník požaduje. Některé dárkové karty jsou provázány s věrnostními programy prodejce.

### Refundace a ztráta dárkové karty
Dárková karta je anonymní a přenositelná, tím pádem zpravidla není poskytována možnost vrácení peněz v případě ztráty karty. Dárkové karty je proto třeba chránit stejně jako hotovost. V případě fyzického poničení karty se možnost refundace a reklamace řídí podmínkami konkrétního prodejce.

### Použití a systémy na přijímání dárkových karet
Dárkové karty mohou být na zadní straně identifikovány číslem, čárovým kódem, magnetickým proužkem nebo elektronickým čipem v závislosti na systému prodejce. Pro prodej a přijímání dárkových karet je vhodné, aby prodejce disponoval platebním POS terminálem s nainstalovaným systémem na spravování věrnostních a dárkových karet v interní databázi.

### Zjišťování zůstatku na kartě
Většina dárkových karet má na zadní straně stíratelné pole s PIN kódem pro platby dárkovou kartou v internetovém obchodě prodejce a k zjišťování zůstatku na kartě přes internetový formulář. Zjistit zůstatek tak lze v e-shopech s dárkovými kartami nebo na stránce prodejce, pokud to sám umožňuje. V opačném případě je informace o zůstatku k dispozici pouze na pokladnách daných obchodů.

### Elektronické dárkové karty (e-mailové poukazy)
Elektronická verze dárkové karty je nejvhodnější jako dárek na poslední chvíli nebo k obdarování na dálku. Prodejce nebo specializovaný e-shop po zaplacení dárkové karty obratem odešle kupujícímu (nebo rovnou obdarovanému) e-mail s číslem dárkové karty nebo někdy přímo naskenovanou dárkovou kartu, kterou je možné v krátkém časovém intervalu uplatnit při nákupu zboží na konkrétním e-shopu prodejce. Kupující poté může e-kartu vytisknout a ihned použít jako dárek.

### Výhody prodeje dárkových karet
Dárkové karty jsou sortimentem prodejců téměř všech odvětví – od restaurací, salónů a kadeřnictví přes butiky, e-shopy a zážitkové agentury až po obchodní centra a nadnárodní řetězce. Prodejci dárková karta zaručí průměrně dvě budoucí návštěvy obdarovaného na prodejně, dále je statisticky pravděpodobné že zákazník nabitou hodnotu na kartě nedočerpá nebo naopak přesáhne a bude šířit pozitivní zkušenost s prodejcem. Dárková karta také slouží jako velmi efektivní marketingový nástroj (uložena v peněžence, jako dárek zaujme na oslavě atd.). Někteří prodejci dárkové karty používají k refundaci vráceného zboží, k ocenění stálých zákazníků nebo jako firemní dary zaměstnancům.

### Bezpečnost dárkových karet
Dárkové karty jsou v dnešní době již zabezpečené podobně jako bankovní platební karty i díky tomu, že používají podobné interní systémy v rámci platebních terminálů prodejce. V případě ztráty karty však zpravidla není možné kredit refundovat. Karty, které jsou k dispozici u pokladen, jsou aktivovány zaměstnancem až při obdržení určené částky. Za funkčnost dárkové karty vždy zodpovídá prodejce a v případě chybného zaktivování je často potřeba doložit doklad o zaplacení daného kreditu.

## Regulace a Český trh
Ve Spojených státech tržby z prodejů dárkových karet již v roce 2012 přesahovaly 100 miliard dolarů, proto trh s dárkovými kartami podléhá od roku 2008 rostoucí regulaci ze strany státu, stejně tak jako rostoucí trh se sekundárním vykupováním a prodejem nevyužitých dárkových karet. V Evropské unii dárková karta jako specifický produkt zatím nezaznamenala markantní snahy o regulaci ze strany Unie ani jednotlivých členských států.
V České republice je k srpnu 2014 evidováno zhruba 60 prodejců vlastních dárkových karet.